# Flädemo
Flädemo är ett naturreservat i Motala kommun i Östergötlands län.
Området är naturskyddat sedan 2012 och är 27 hektar stort. Reservatet består av barrskogar och tallrismossar samt mindre delar med åsgranskog